# 21. dynastie
21. dynastie se již řadí do třetí přechodné doby, kdy došlo k rozdělení vlády Egypta na dynastický (královský) Dolní Egypt a (kněžský) teokratický Horní Egypt jako důsledek rozkladu vnitřních správních struktur, trvalé populační invaze „mořských národů“ z oblastí kolem Středozemního moře, Asýrie, Chetitů přes severní hranici Egypta. Trvale pokračovala invaze pouštích kmenů, Libyjců ze západní pouště. V neposlední řadě to byla slabá dynastická série ramessovských faraonů ve 20. dynastii. Byl to počátek dlouhé doby 1076–723 př. n. l.

## Vládnoucí systémy
Vládu králů v Dolním Egyptě nově ustavil Nesbanebdžed, původně vojevůdce za vlády Ramesse XI., který po nástupu na trůn přijal jméno Smendes. Své sídlo přemístil to Tanis. Patrně nejznámějším a zároveň i s dobou vlády kolem 48 let, a také významnějším 3. králem v Dolním Egyptě byl král Psusennes I. Nalezla se jeho nevyloupená hrobka NRT III. v Tanis se zachovalou pohřební výbavou. Hrobku objevil Pierre Monet v roce 1940. Zlatá maska a antropomorfní sarkofág jsou vystaveny v Egyptském muzeu v Káhiře. Teokratickou vládu v Thébách ustavili velekněží Amona, zahrnující území Horního Egypta od Asuánu po Herakleopolis. Boha Amona prohlásili za krále. Vláda knězů Amona se začala formovat již za vlády Ramesse XI., asi od jeho 20. roku vlády. Po jeho smrti došlo k faktickému oddělení vlád mezi oběma částmi Egypta, severem a jihem. Obě území se postupně stabilizovala, patrně i relativně prosperovala, a v některých situací se i vzájemně vládnoucí rody podporovaly. Z této doby ovšem nejsou ucelené historické zprávy.

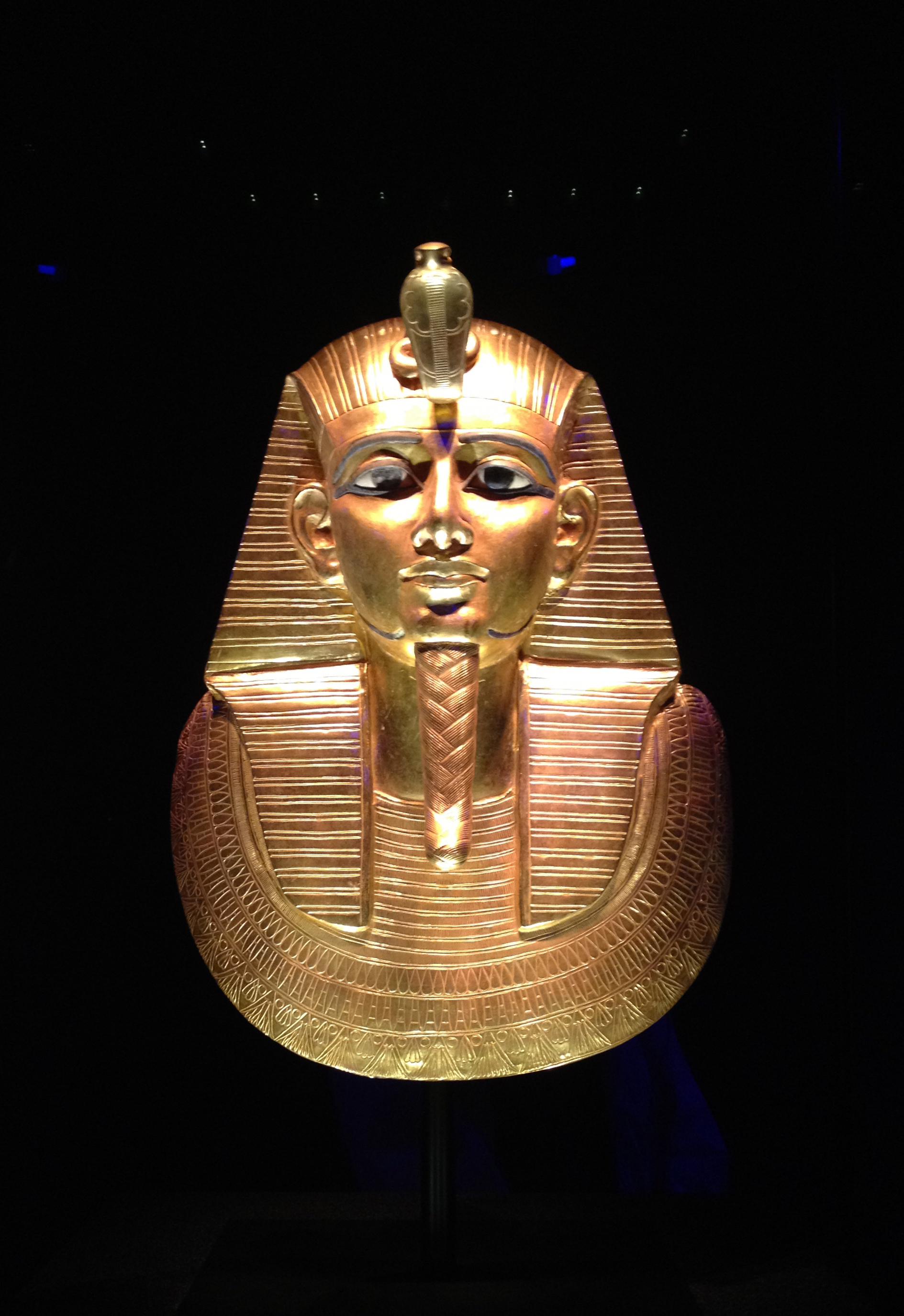
Zlatá maska krále Psusennes I., nalezená v hrobce NRT III v Tanis

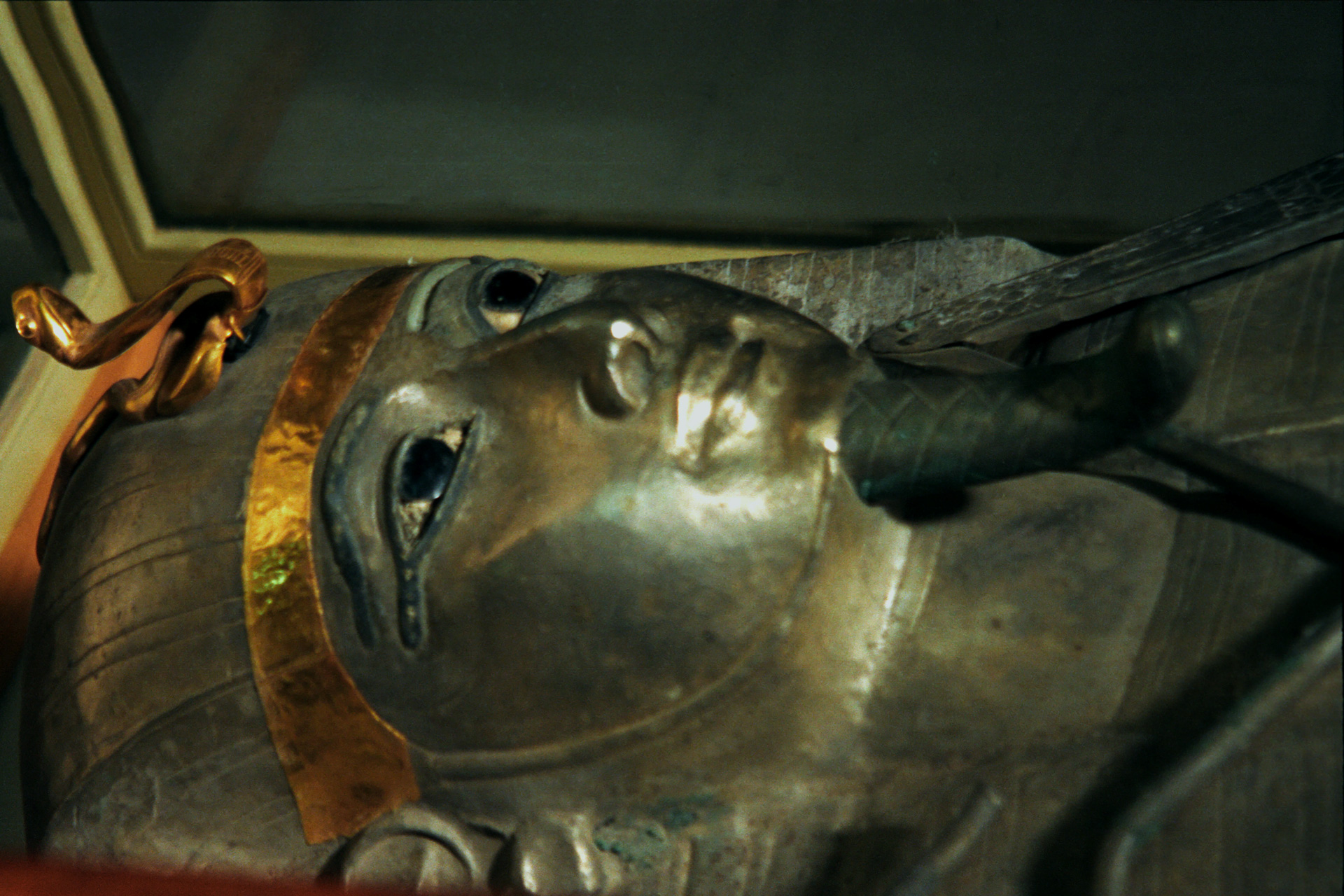
Atropoformní sarkofág Psusennes I.; Egyptské Muzemu Káhira

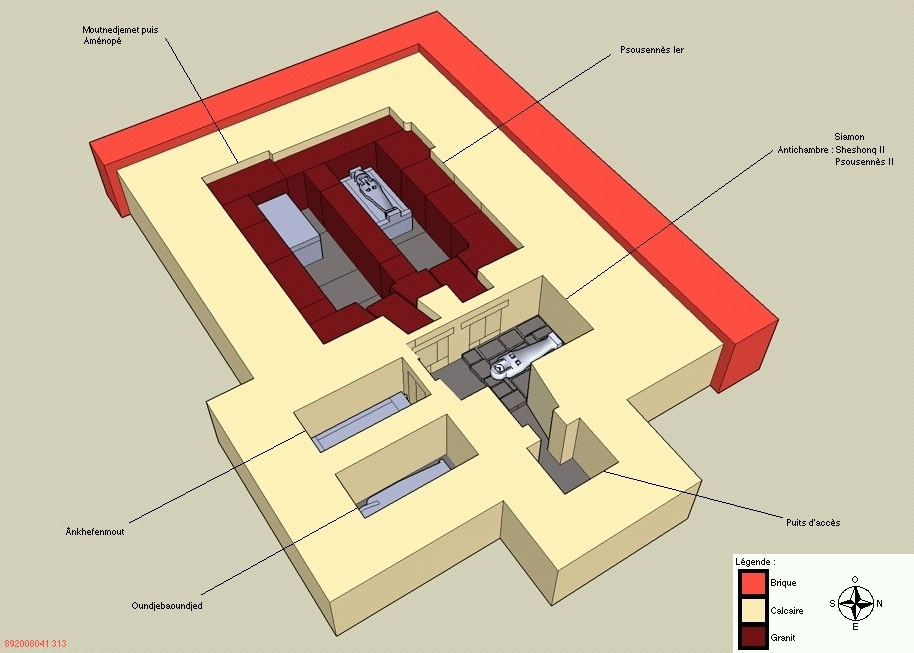
Schema hrobky NRT III v Tanis krále Psusennes I.

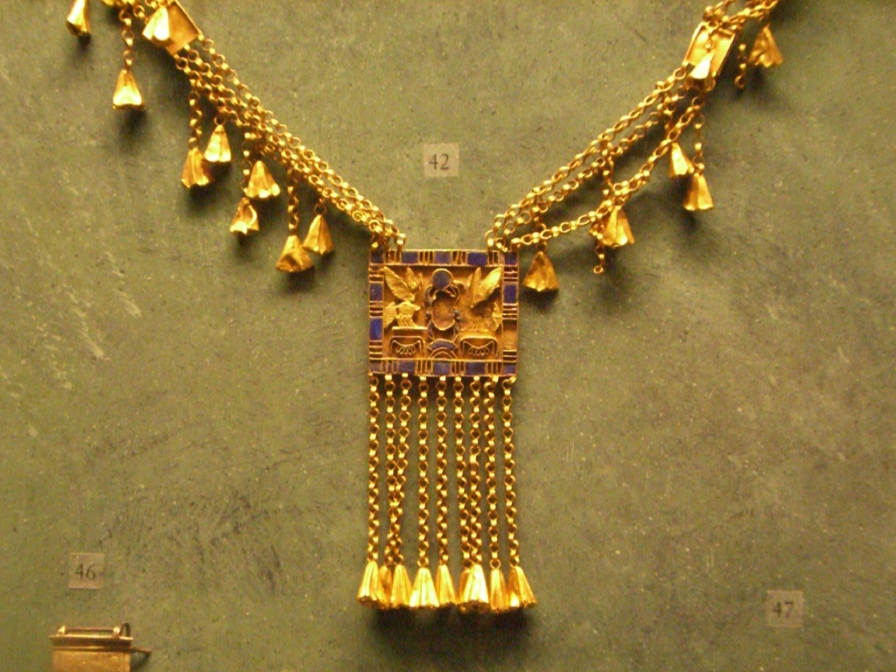
Náhrdelník velekněze Amona Pinedjem I. – 21. dynastie

## Vládci
| mn · n · U7 | F20 · z | E10 | Dd | Dd | t · O49 |

| mn · n · U7 | F20 · z | E10 | Dd | Dd | t · O49 |

| i | mn · n | m&t | sw |

| i | mn · n | m&t | sw |

| G40 | N14 · xa | n · O49 · t |

| G40 | N14 · xa | n · O49 · t |

| ra | wsr | Sw | i | mn · n | stp · n |

| ra | wsr | Sw | i | mn · n | stp · n |

| wA | Aa18 | i | r · k · n |

| wA | Aa18 | i | r · k · n |

| i | mn · n | Z1 · G38 |

| i | mn · n | Z1 · G38 |

| i | mn · n · N36 | G40 | N14 | xa · n · O49 |

| i | mn · n · N36 | G40 | N14 | xa · n · O49 |

| i | mn · n | H8 · Z1 | pt | G5 |

| i | mn · n | H8 · Z1 | pt | G5 |

| G41 | G1 | Z4 | S34 | A3 |

| G41 | G1 | Z4 | S34 | A3 |

| i | mn · n · U7 | G40 | M29 |

| i | mn · n · U7 | G40 | M29 |

| D&d | Aa1 · n | M23 | M17 | G43 · f | S34 | n · Aa1 |

| D&d | Aa1 · n | M23 | M17 | G43 · f | S34 | n · Aa1 |

| D&d | Aa1 · n | M23 | M17 | G43 · f | S34 | n · Aa1 |

| D&d | Aa1 · n | M23 | M17 | G43 · f | S34 | n · Aa1 |

| N5 | L1 | mn |

| N5 | L1 | mn |

| N5 · Z1 | F20 · N35 | E10 | R11 | R11 | A52 |

| N5 · Z1 | F20 · N35 | E10 | R11 | R11 | A52 |

| G40 | Z4 | M29 | Aa15 · Y1 |

| G40 | Z4 | M29 | Aa15 · Y1 |

| i | mn · n · N36 | G40 | N14 · N28 · n | O49 |

| i | mn · n · N36 | G40 | N14 · N28 · n | O49 |

## Konec 21.dynastie
V egyptské společnosti na konci 20. dynastie, a také dalších středomořských oblastech, se v pozdní době bronzové projevily znaky počínajícího kolapsu, a to zejména:
- ztráty v ekonomickém výnosu
- ztráta komplexit
- zanikají stávající zásadní struktury pro řízení systémů
- decentralizace a pokles míry organizovanosti
- vnitřní dynamika vývoje dospěla do kritického stavu
- změna etnicit v daném území

V celé široké oblasti docházelo k stěhování národů, které jsou souhrnně označovány jako „mořské národy“. Jednou z možností jak zpomalit dynamiku kolapsu společnosti, je redukce systému. Dá se říci, že v Egyptě se v počátku 21. dynastie, aspoň za vlády prvních tří králů, určitá redukce realizovala a do jisté míry i podařila.

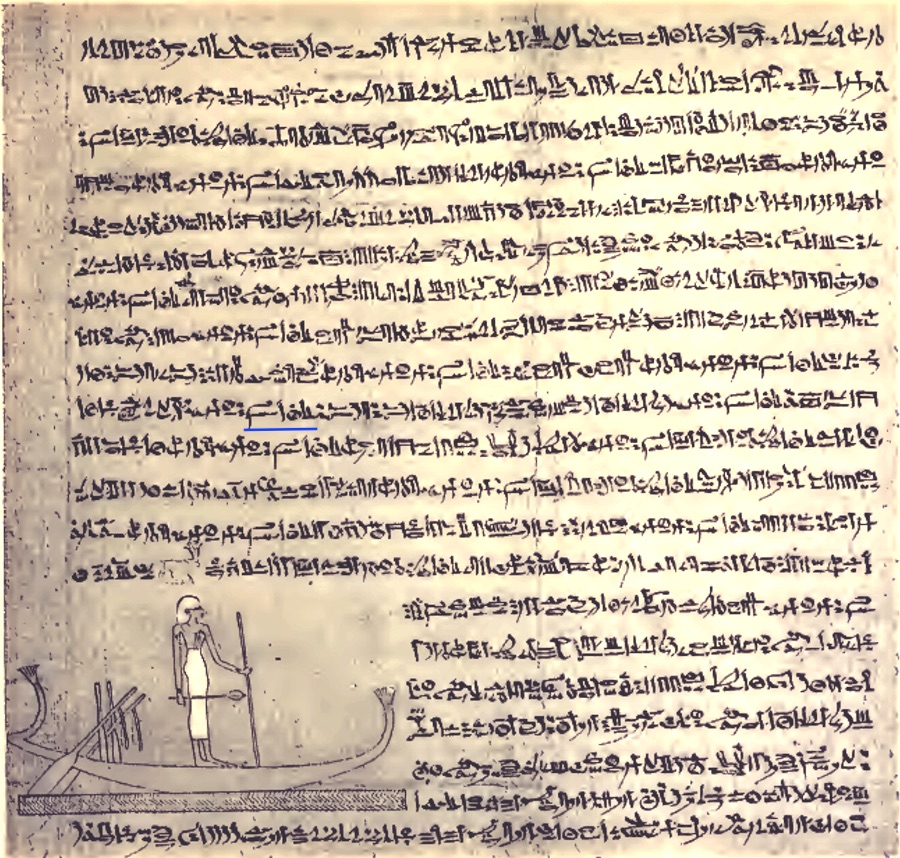
Princezna Neskhons, dcera Smendese II., manželka Pinudjema II., pohřební papyrus 21. dynastie z hrobky v Dér el-Bahrí